# Río Papaloapan
Río Papaloapan – rzeka w meksykańskich stanach Veracruz i Oaxaca. Nazwa pochodzi od słów w języku nahuatl, oznaczających: papalotl – ("motyl") oraz apan – ("rzeka").
Rzeka ma długość około 900 km, a głównymi miastami leżącymi na jej brzegach są położone w stanie Oaxaca San Juan Bautista Tuxtepec i w stanie Veracruz Tlacotalpan.

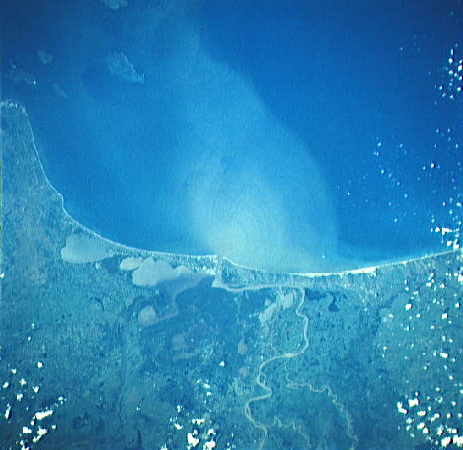
Zdjęcie satelitarne ujścia Río Papaloapan do Zatoki Meksykańskiej